# متروی هامبورگ
متروی هامبورگ (انگلیسی: Hamburg U-Bahn) سامانه قطارشهری زیرزمینی در هامبورگ، آلمان است.
این مترو که در سال ۱۹۱۲ تأسیس شده‌است دارای ۴ خط، ۹۱ ایستگاه و ۱۰۴٫۷ کیلومتر طول است.

## نقشه

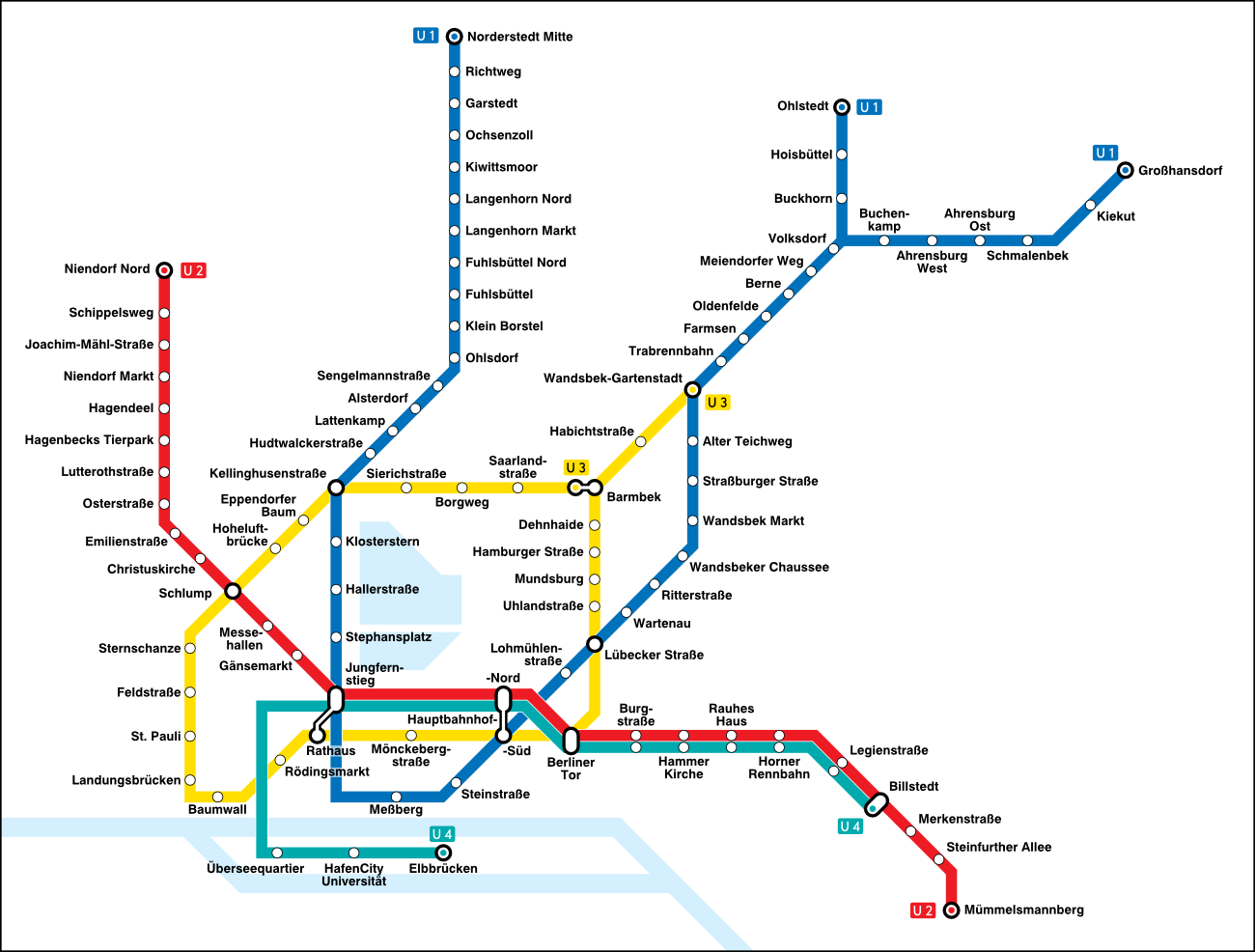

## خط‌ها
| خط     | قطار مورد استفاده | افتتاح | طول (km) | ایستگاه‌ها |
| ------ | ----------------- | ------ | -------- | --------- |
| U1     | DT3, DT4          | ۱۹۱۴   | ۵۵٫۸ km  | ۴۶        |
| U2     | DT4               | ۱۹۱۳   | ۲۴٫۳ km  | ۲۵        |
| U3     | DT3, DT5          | ۱۹۱۲   | ۲۰٫۶ km  | ۲۵        |
| U4     | DT4, DT5          | ۲۰۱۲   | ۱۲٫۲ km  | ۱۱        |
| مجموع: | مجموع:            | مجموع: | ۱۰۴٫۷ km | ۹۱        |

## نگارخانه

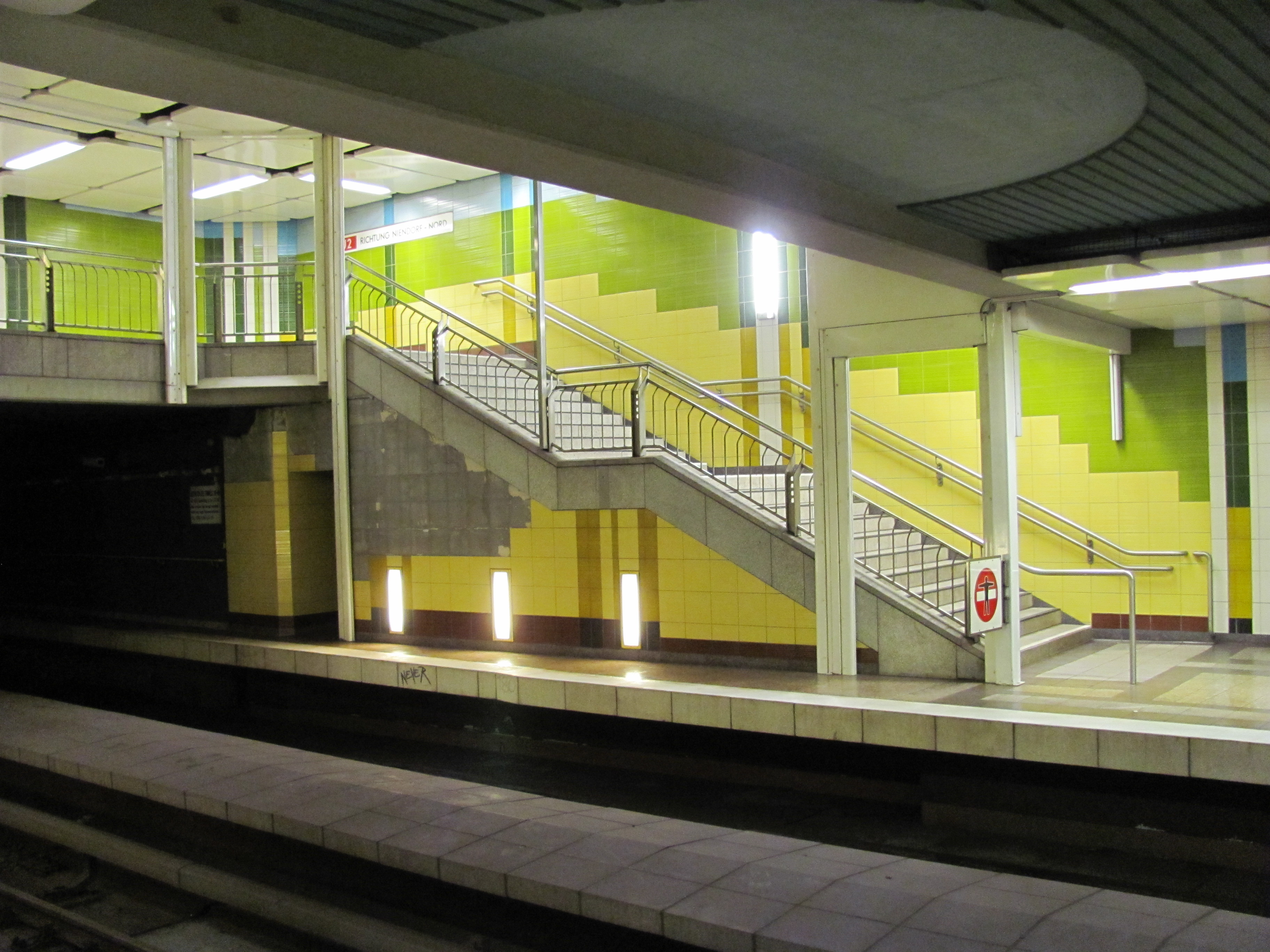
Joachim-Mähl-Strasse station
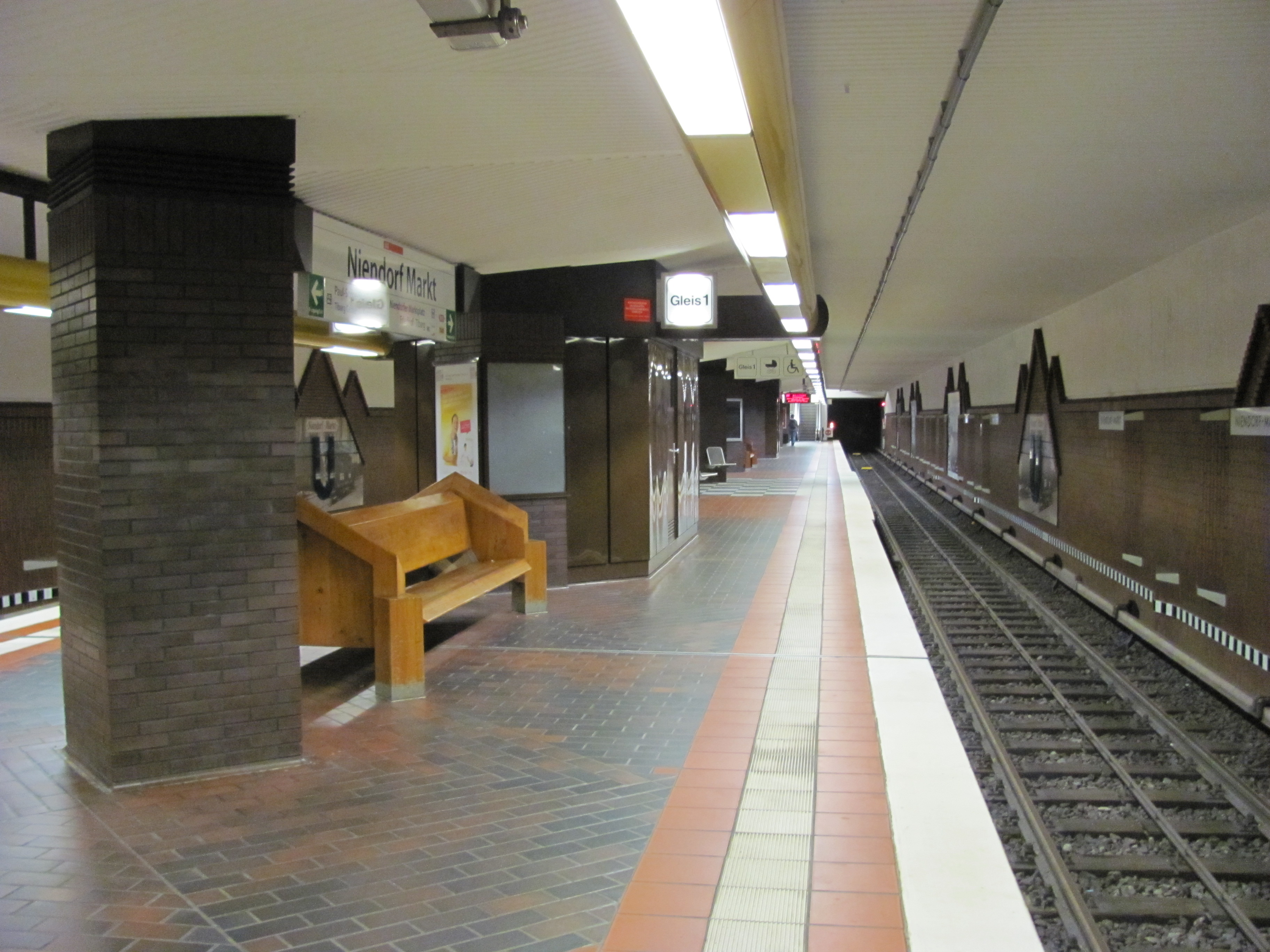
Niendorf Markt station
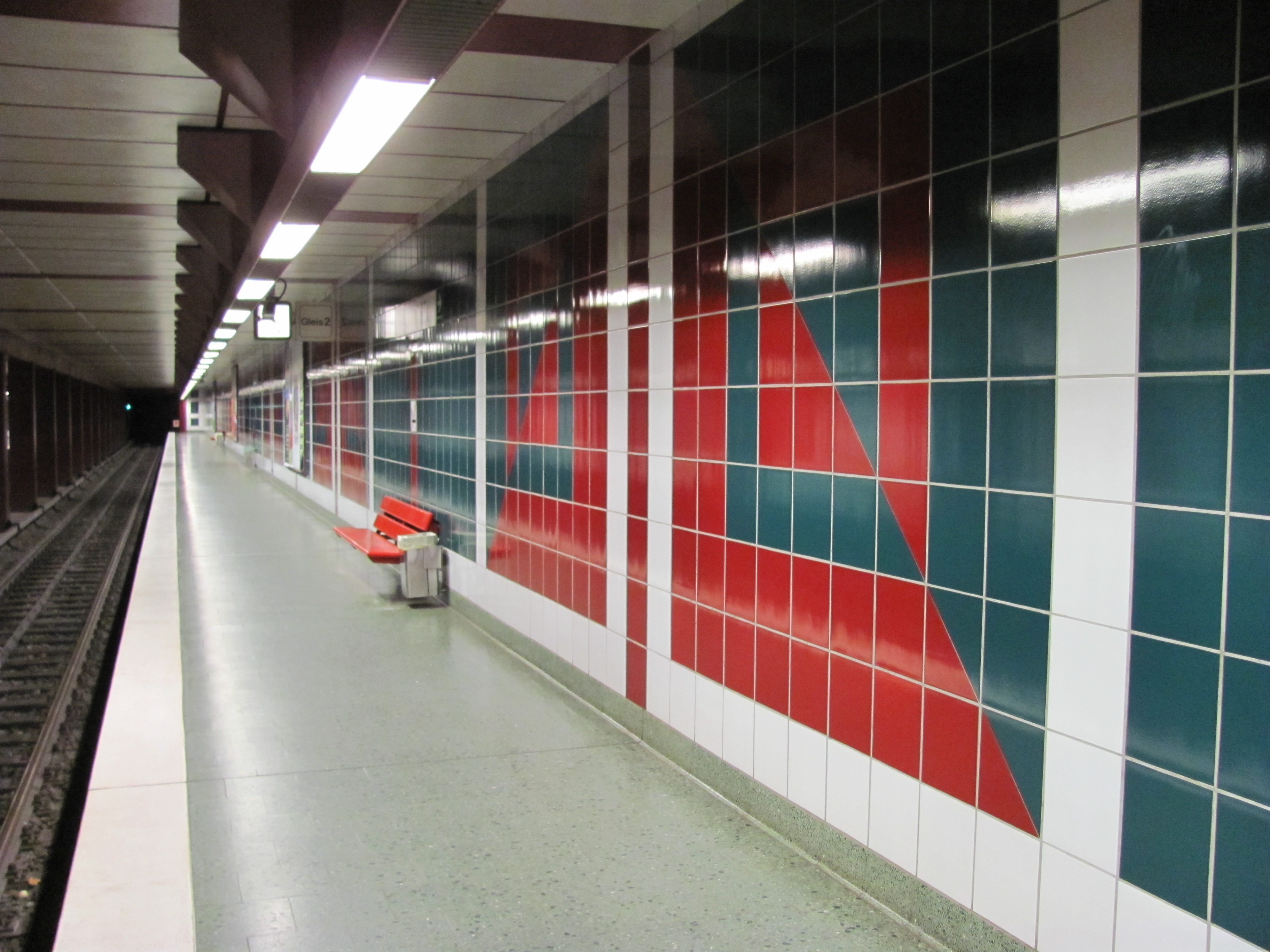
Hagendeel station
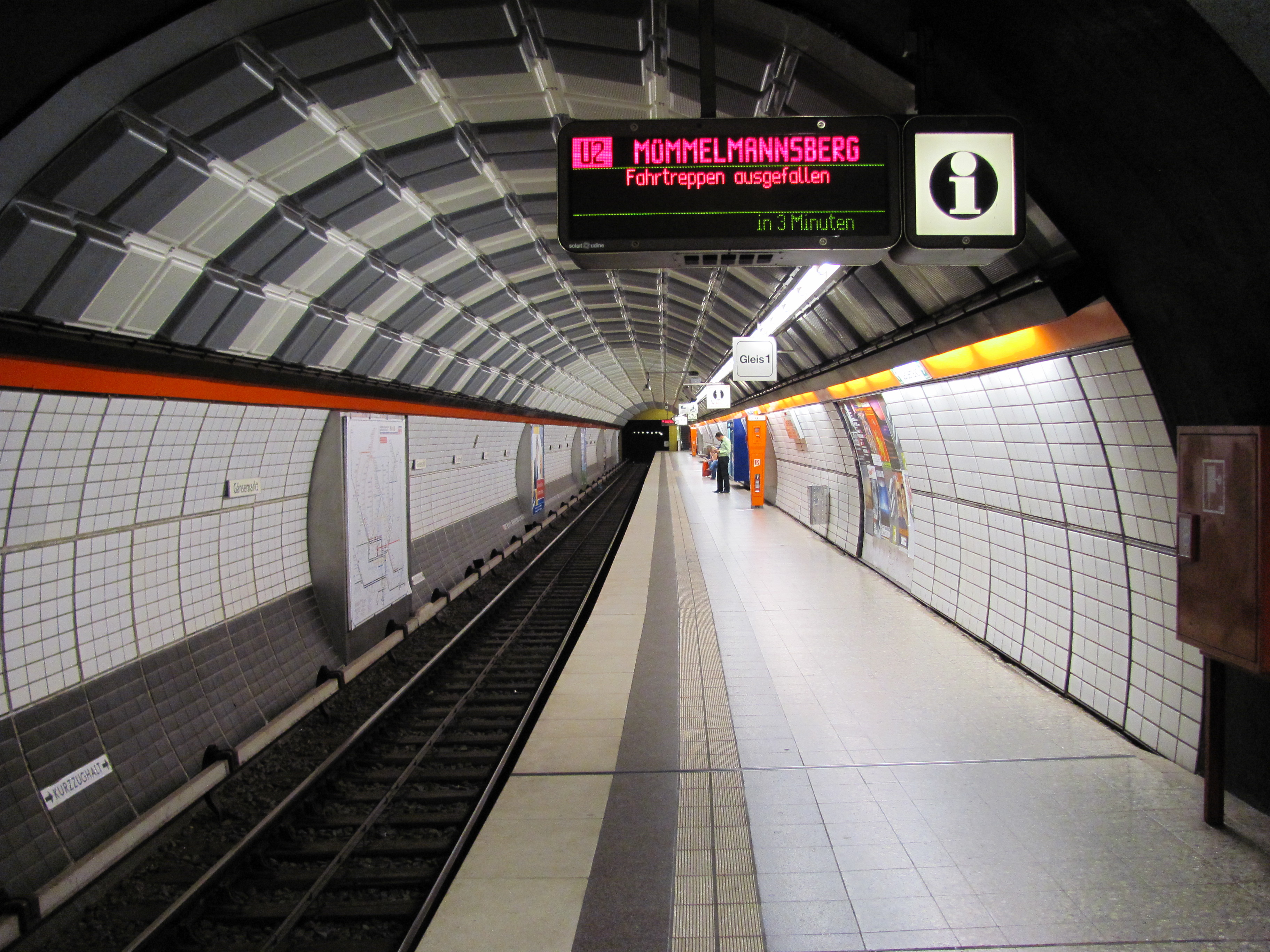
Gänsemarkt station
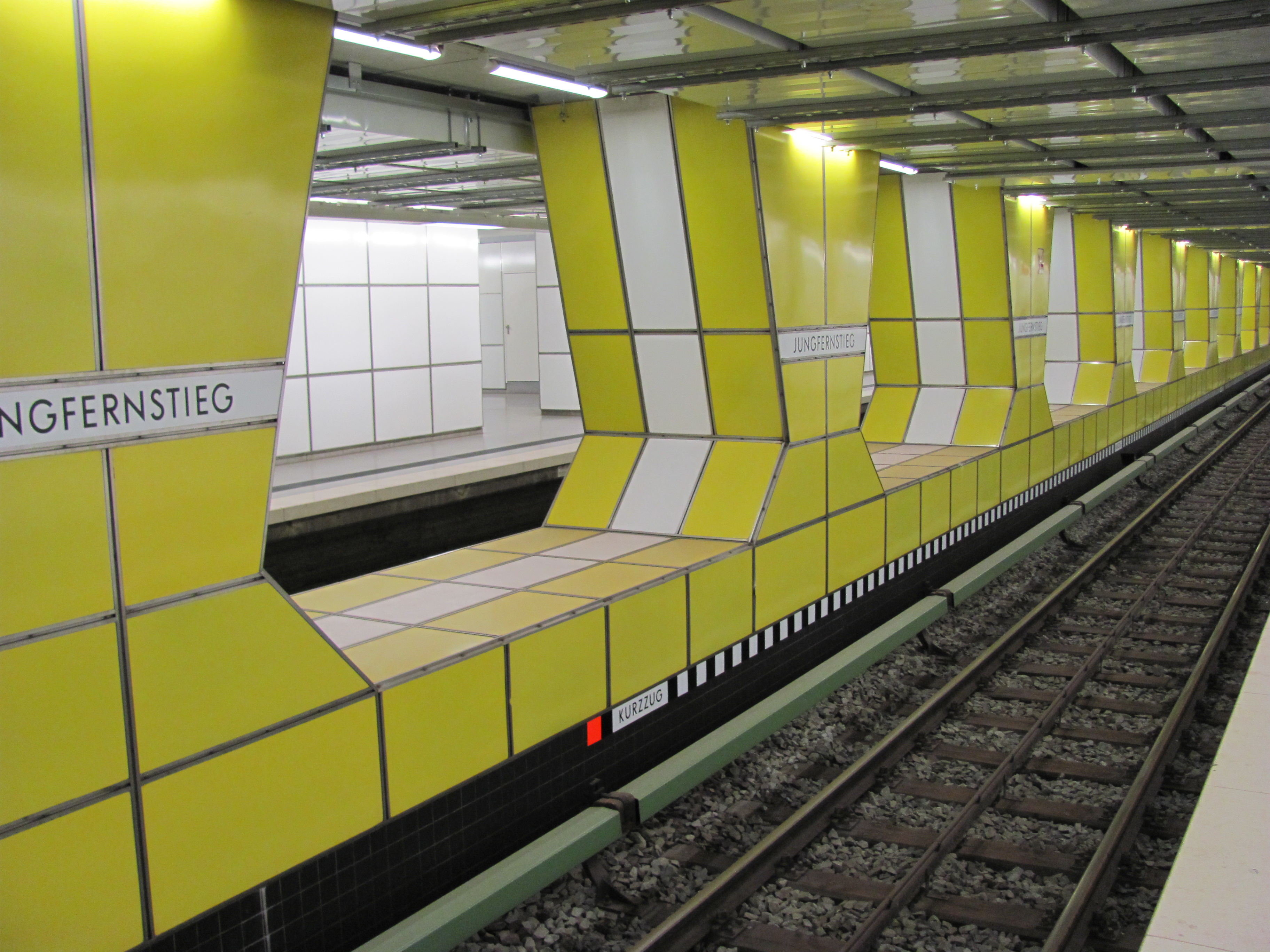
Jungfernstieg station
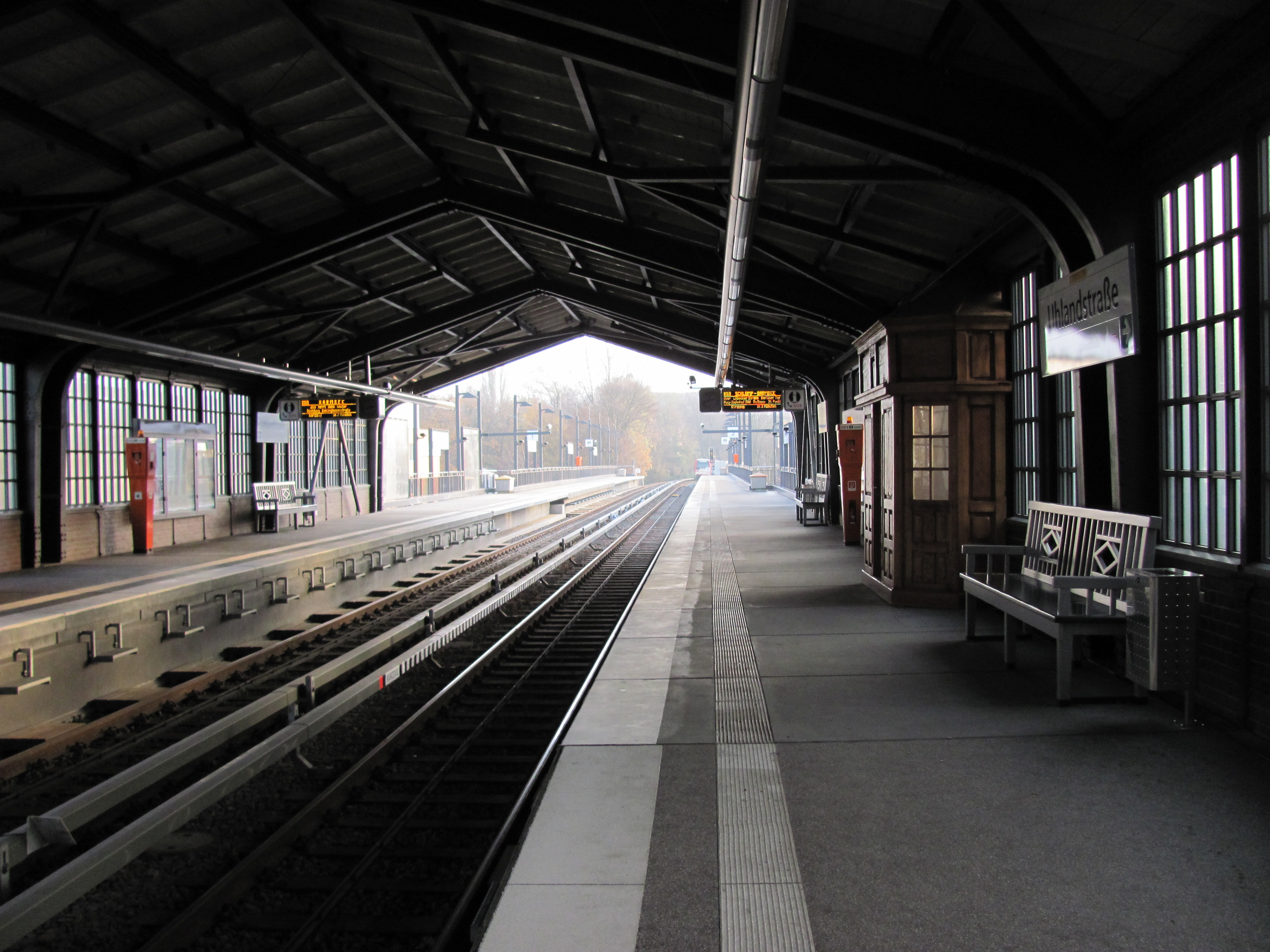
Uhlandstrasse station
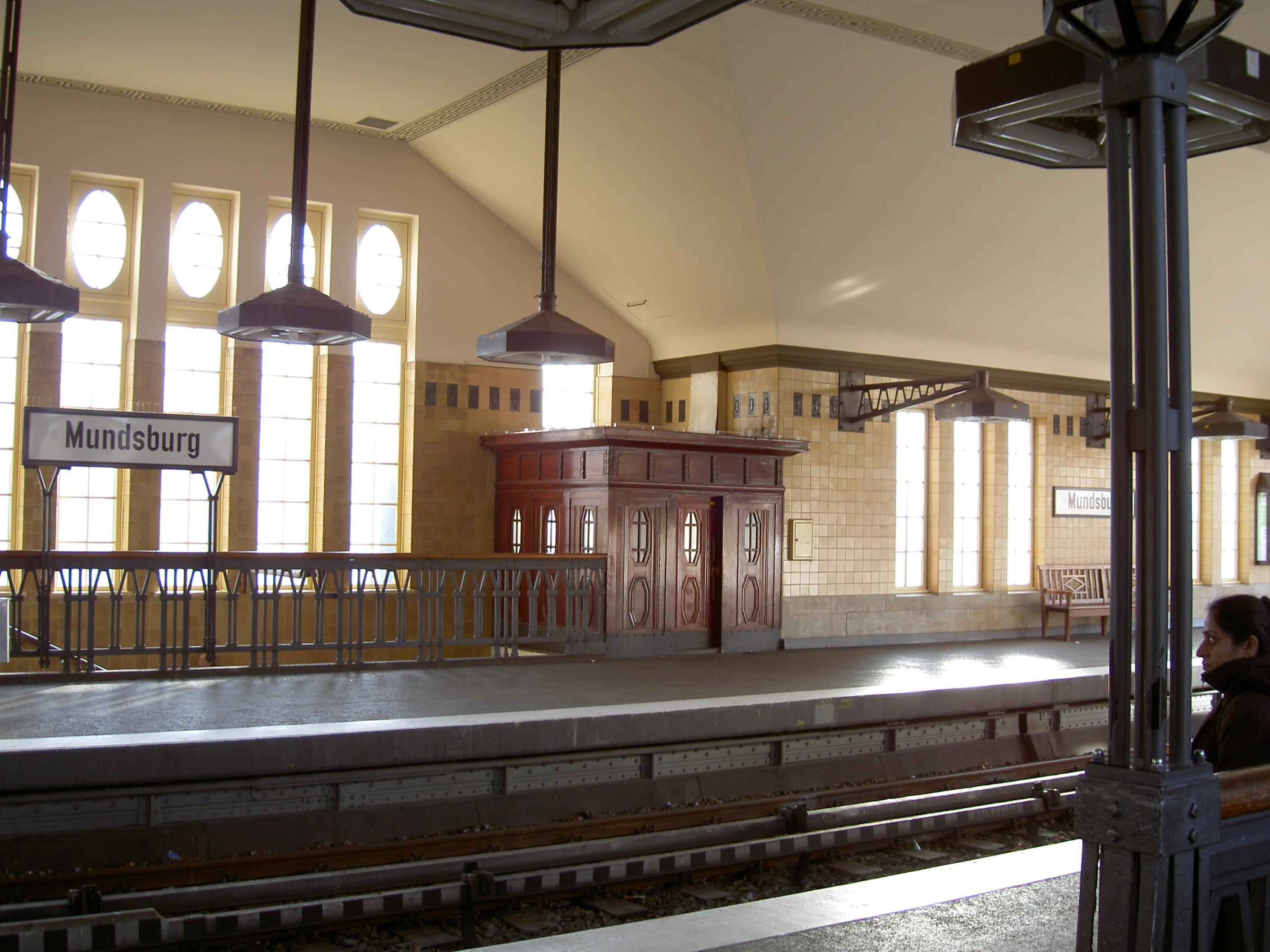
Mundsburg station
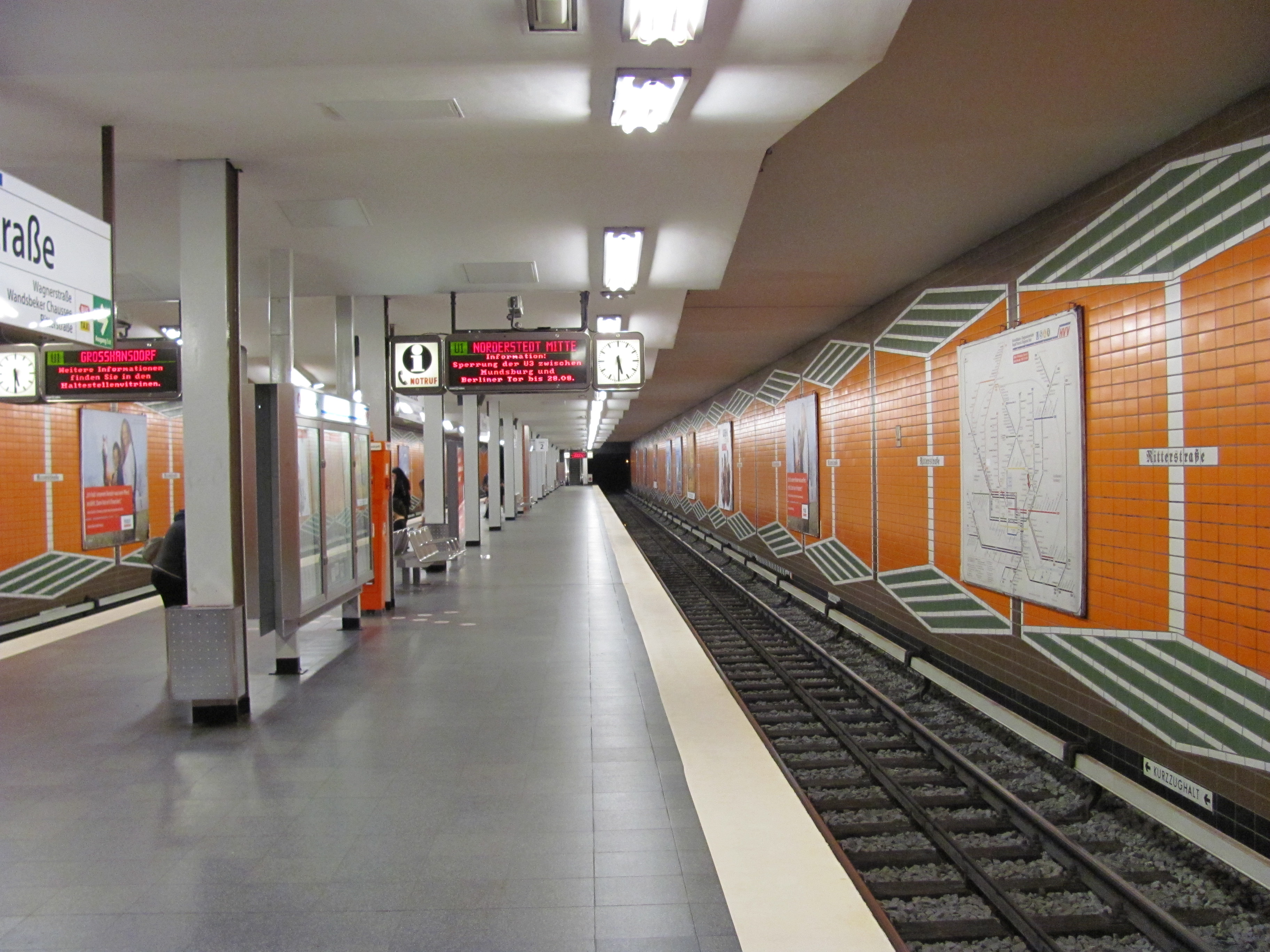
Ritterstrasse station
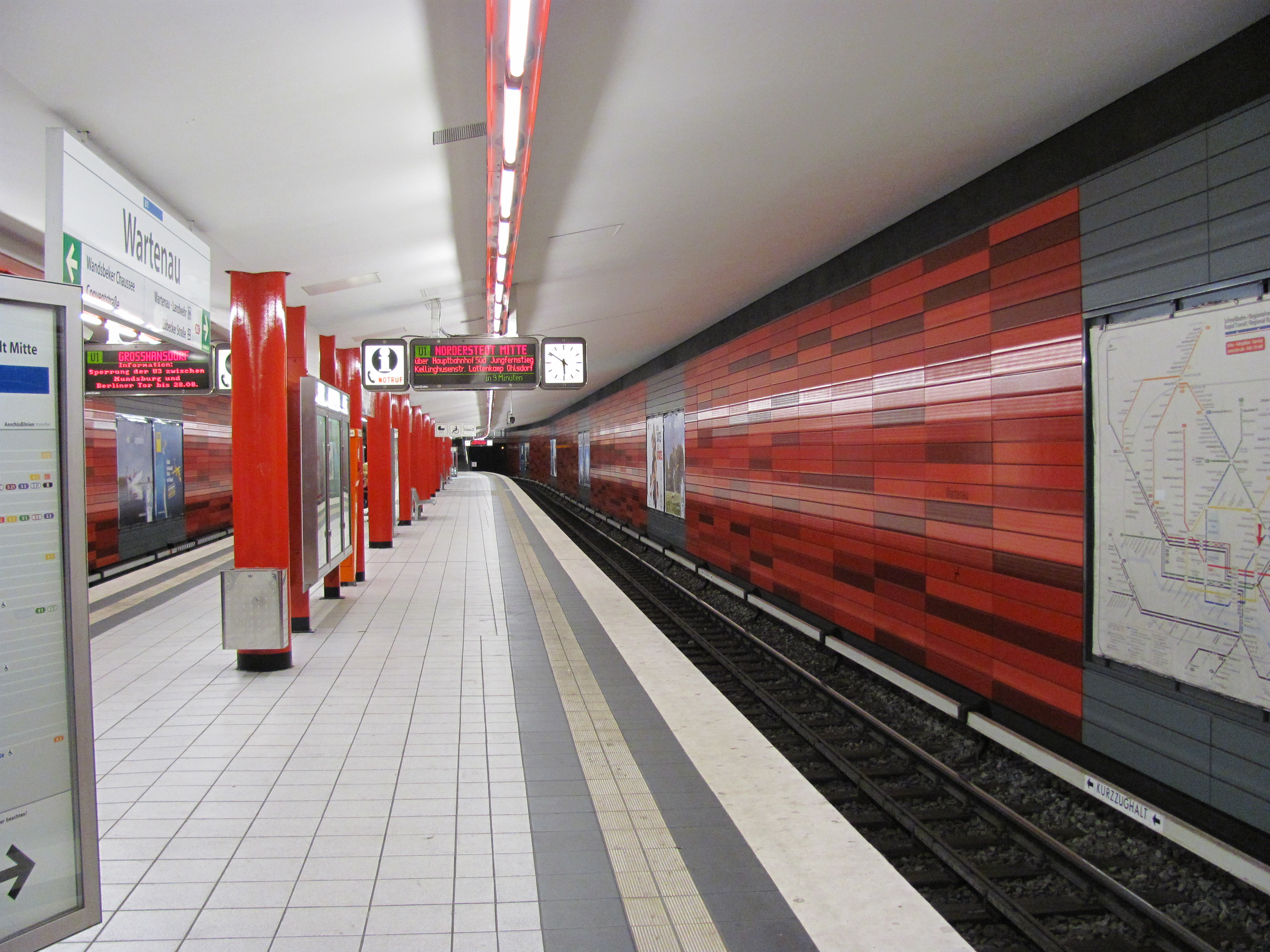
Wartenau station
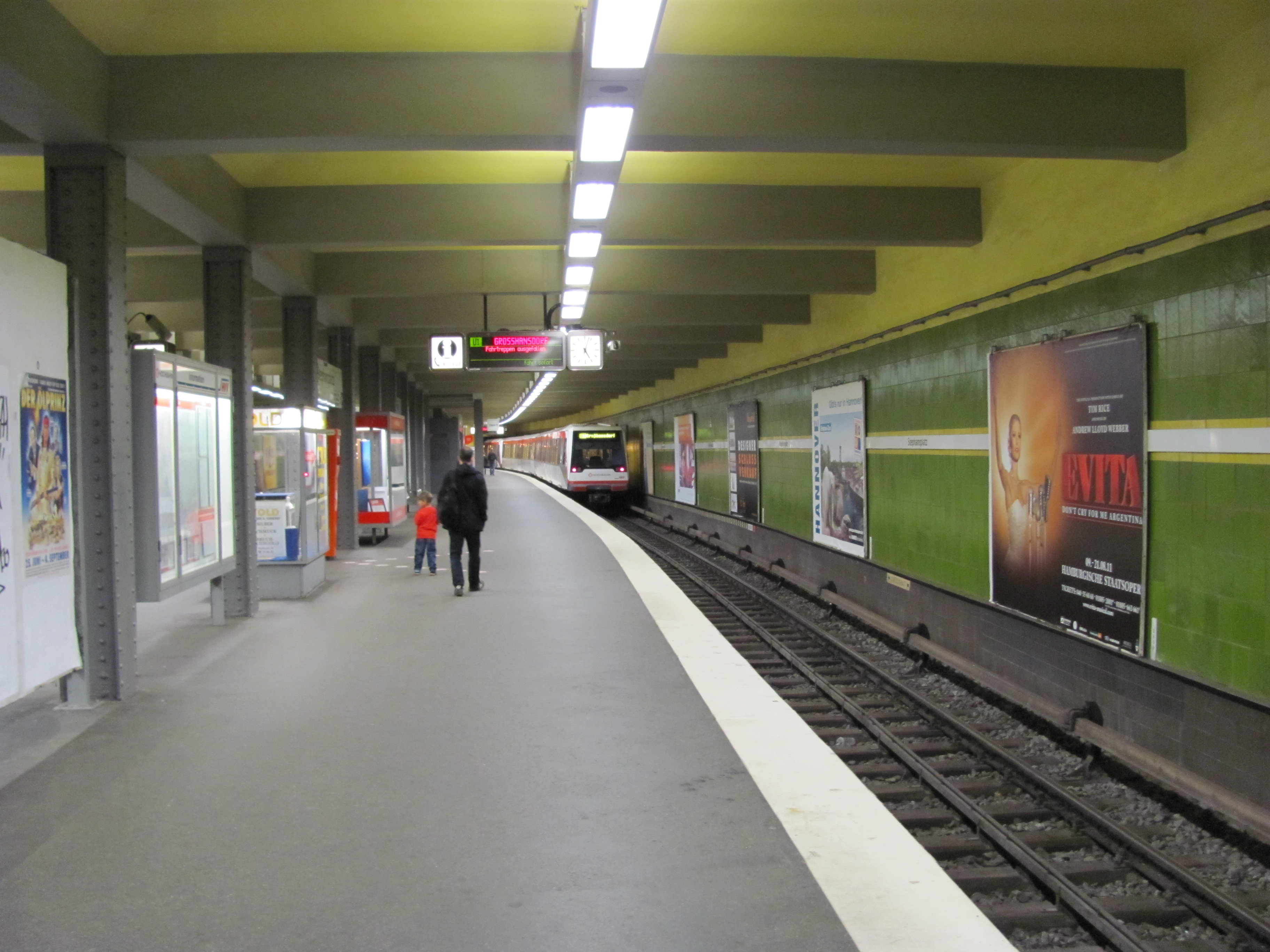
Stephansplatz station